# Jaume Cerveró
Jaume Cerveró fou ardiaca de Corbera i canonge de Tortosa. Va esser elegit President de la Generalitat de Catalunya el 22 de juliol de 1572. El seu nom estava insaculat 26 anys quan va ser elegit.
En el seu mandat seguí la pressió fiscal iniciada per Benet de Tocco, amb una resposta de rebuig a la zona del Pallars. L'enviament de comissaris armats a la recerca dels encartats, provocà l'episodi conegut com la batalla de la conca d'Òdena que acaba amb el cap de 23 dels 80 revoltats plantats al pati del Palau de la Generalitat de Catalunya i a l'entorn de les cases del General.